# Лејк Босворт (Вашингтон)
Лејк Босворт (енгл. Lake Bosworth) насељено је место без административног статуса у америчкој савезној држави Вашингтон.

## Демографија
По попису из 2010. године број становника је 667, што је 463 (227,0%) становника више него 2000. године.
| Група             | 2000.       | 2010.       |
| Белци             | 187 (91,7%) | 618 (92,7%) |
| Афроамериканци    | 1 (0,5%)    | 3 (0,4%)    |
| Азијати           | 0 (0,0%)    | 5 (0,7%)    |
| Хиспаноамериканци | 5 (2,5%)    | 24 (3,6%)   |
| Укупно            | 204         | 667         |